# Агнес Моніка
Агнес Моніка Мульото, сценічне ім'я — Агнес Мо (англ. Agnes Monica Muljoto, Agnez Mo; нар. 1 липня 1986, Джакарта, Індонезія) — індонезійська співачка та акторка. Попри народження в Індонезії, заявила, що не є індонезійкою, а має німецьке, японське та китайське коріння, визнає себе за християнку.

## Життєпис
Почала кар'єру в індустрії розваг у віці шести років, як дитина-співачка. Агнес випустила три дитячих альбоми, яким вдалося підняти її ім'я до рівня популярних співаків в епоху 1990-х. На додаток до співу, стала ведучою на телешоу для дітей. Коли була підлітком, почала занурюватись у світ акторської майстерності, роль у мильній опері Pernikahan Dini (2001) зробила її відомою.

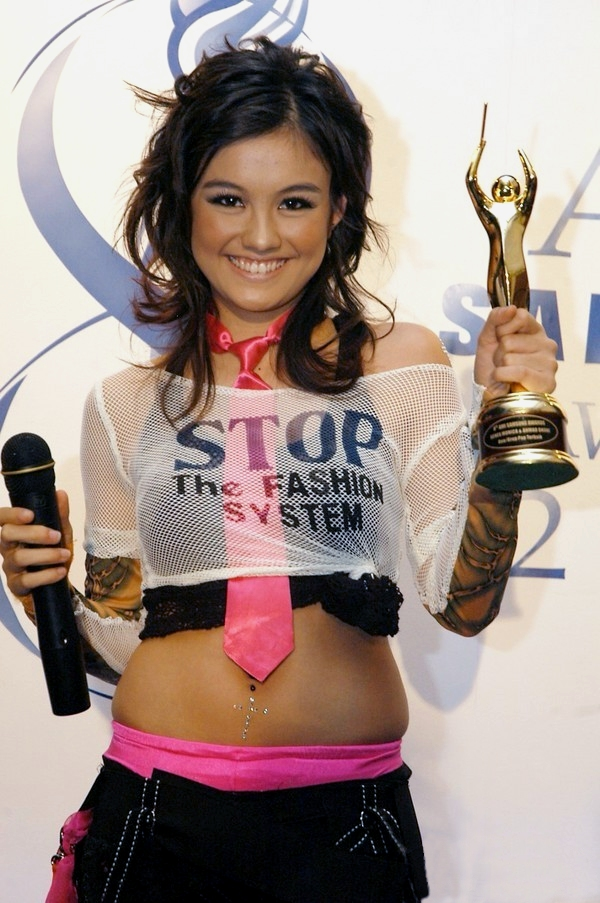
Агнес після перемоги Anugerah Musik Індонезія в 2004 році

У 2003 році випустила свій перший дорослий альбом And the Story Goes, котрий видався успішним та спонукав Агнес до кар'єри на міжнародній арені. Для роботи над другим альбомом Whaddup A.. '?!, який було випущено 2005 року, вона запросила співака зі Сполучених Штатів Кіта Мартіна. Паралельно знімалась у двох азійських серіалах.
Двічі поспіль отримала нагороду за виступ на сцені Фестивалю азійської пісні в Сеулі (Південна Корея), у 2008 і 2009 роках. В третьому альбомі, Sacredly Agnezious (2009), Агнес бере участь як продюсер та композитор. У 2010 році була однією із суддів співочого конкурсу Indonesian Idol, також стала ведучою шоу на червоному килимі церемонії American Music Awards 2010 року в Лос-Анджелесі, США.
Агнес — співачка з найбільшою кількістю нагород в Індонезії, здобула десятки нагород, у тому числі 17 разів перемагала на Anugerah Musik Indonesia, вісім — на Panasonic Gobel Awards, 5 разів — на Nickelodeon Indonesia Kids' Choice Awards та чотири — на MTV Indonesia. Крім того, Агнес була послом по боротьбі з наркотиками в Азії, а також послом MTV EXIT у боротьбі з торгівлею людьми.

## Дискографія
- Si Meong (1992)
- Yess! (1995)
- Bala-Bala (1996)
- And the Story Goes (2003)
- Whaddup A'..?! (2005)
- Nez (2008)
- Sacredly Agnezious (2009)
- Agnes Is My Name (2011)
- Agnez Mo (2013)